# Большое Ремонтное
Большое Ремонтное — село в Ремонтненском районе Ростовской области.
Административный центр Калининского сельского поселения, включающего кроме него самого село Богородское.

## География
Село Большое Ремонтное расположено по обоим берегам реки Джурак-Сал. Питание реки происходит за счет атмосферных осадков и подземных вод верхнечетвертичных и неогеновых отложений. На территории поселения имеется несколько прудов, организованных на реке Джурак-Сал и балках.
Основная часть села располагается на левом берегу реки. Улица Ленина проходит вдоль береговой зоны, а остальные улицы располагаются перпендикулярно ей и в центральной части села формируют упорядоченную сетку улиц с бульваром в центре.
На правом берегу реки проходит единственная весьма протяженная улица Заречная. Улица в целом привязана к береговой части реки.
Основной въезд в село осуществляется с запада со стороны автодороги Ремонтное — Элиста, которая проходит через село на достаточно небольшом участке (в районе балки Сартык и улицы Фадеева). Значительная часть села располагается к северу от автодороги (между автодорогой и рекой Джурак-Сал).

### Улицы
| - ул. Гагарина, - ул. Заречная, - ул. Кирова, - ул. Коммунистическая, - ул. Комсомольская, | - ул. Ленина, - ул. Молодёжная, - ул. Фадеева, - ул. Школьная. |

## История
Основано в 1862 году. До образования поселения на этом месте ремонтёры покупали лошадей у коннозаводчиков, помещавшихся вблизи Джурака. На момент основания в селении имелось 15 дворов. Согласно карте Астраханской губернии 1909 года восточнее хутора Большого Ремоyтинского располагался хутор Малый Ремонтинский
Согласно сведениям, содержащимся в Памятной книжке Астраханской губернии на 1914 год, хутор Большой Ремонтнинский относился к Ремонтнинской волости Черноярского уезда Астраханской губернии, в хуторе имелось 135 дворов, проживало 475 душ мужского и 458 женского пола
В 1924 году в селе открыта начальная школа. В годы коллективизации был основан колхоз имени 8-го Чрезвычайного съезда Советов. В 1943 году колхоз 8-го Чрезвычайного Советов присоединился к Кишинскому колхозу имени Сталина. В 1940-е годы школа получила статус семилетней.
В 1956 году колхоз имени Сталина был объединён с соседними хозяйствами в сельхозартель имени XX Партсъезда. А в 1958 сельхозартель присоединена к ремонтненскому колхозу имени XVII Партконференции. С сентября 1961 года сельская школа получила статус восьмилетней. В 1986 году школа стала средней и переехала в новое двухэтажное здание.
В 1966 году на базе сёл Большое Ремонтное и Богородское был образован новый колхоз имени XXII партсъезда.

## Население
Динамика численности населения
| 1910 | 1914 | 1926 |
| ---- | ---- | ---- |
| 500  | 933  | 1095 |

| 2010 |
| ---- |
| 733  |

## Экономика
В селе находятся предприятия: МУПП «Исток», СПК «РОДИНА».

## Инфраструктура
В селе имеются: детский сад, школа, дом культуры, библиотека, магазин, профсоюз работников АПК, почта.